# Câble d'effet
Pour les articles homonymes, voir Câble.
 (mars 2023).
Si vous disposez d'ouvrages ou d'articles de référence ou si vous connaissez des sites web de qualité traitant du thème abordé ici, merci de compléter l'article en donnant les références utiles à sa vérifiabilité et en les liant à la section « Notes et références ».
Dans le domaine de l'audio, un câble d'effet est un câble destiné à produire un effet sonore particulier.

## Principe
Contrairement à un câble audio classique, destiné à transmettre le signal électrique en le perturbant le moins possible, un câble d'effet contient un dispositif électronique passif destiné à le modifier.
Un câble d'effet joue donc 2 rôles :
- il transmet le signal électrique d'un appareil électronique à un autre ;
- il transforme ce signal.